# Rösträttsålder
Rösträttsålder är den ålder man ska ha uppnått senast på valdagen för att få utöva sin rösträtt.

## Sverige
I Sverige gäller sedan den 1 juli 1974 en 18-årsgräns vid allmänna val, och när det är folkomröstning. I Svenska kyrkan var det också 18 år som gällde innan, men 1999 infördes en 16-årsgräns vid direkta kyrkliga val.